# Houston (album)
Houston – siedemnasty album studyjny z 1965 roku autorstwa Deana Martina, wyprodukowany przez Jimmy’ego Bowena.
Album został wydany ponownie na płytę CD przez Hip-O Records w 2009 roku.

## Utwory
| Nr  | Tytuł                                                          | Długość |
| --- | -------------------------------------------------------------- | ------- |
| 1.  | Houston                                                        | 2:43    |
| 2.  | The First Thing Ev’ry Morning (And the Last Thing Ev’ry Night) | 2:12    |
| 3.  | Hammer and Nails                                               | 2:26    |
| 4.  | Little Lovely One                                              | 2:08    |
| 5.  | Love, Love, Love                                               | 2:40    |
| 6.  | Down Home                                                      | 2:52    |
| 7.  | I Will                                                         | 2:24    |
| 8.  | Snap Your Fingers                                              | 2:26    |
| 9.  | Everybody But Me                                               | 2:14    |
| 10. | Old Yellow Line                                                | 2:21    |
| 11. | Detour                                                         | 2:45    |
| 12. | You’re the Reason I’m in Love                                  | 2:14    |